# Szalone Dni Muzyki
Szalone Dni Muzyki (fr. La Folle Journée de Varsovie) – polska edycja festiwalu La Folle Journée odbywająca się corocznie w Warszawie od 2010 roku. Jej organizatorką jest Sinfonia Varsovia, a dyrektorem artystycznym René Martin. Ma miejsce w ostatni pełny weekend września w przestrzeniach Teatru Wielkiego – Opery Narodowej. Wydarzenia obejmują regularne koncerty symfoniczne, kameralne i recitale, a także program edukacyjny dla młodej publiczności i koncerty orkiestr szkolnych. Festiwal działa na zasadzie franczyzy francuskiego festiwalu na licencji udzielonej przez jego organizatora, CRÉA Folles Journées.
Na festiwal składa się wiele krótkich (około godzinnych) koncertów, toczących się w kilku miejscach jednocześnie. Każdego roku przestrzenie, w których odbywa się festiwal, przyjmują nazwy związane z tematem trwającej edycji.
W dziesięciu pierwszych edycjach (2010–2019) wzięło w sumie udział ponad 350 tys. słuchaczy.

## Idea
Główną ideą festiwalu jest popularyzacja muzyki klasycznej wśród szerokiego grona słuchaczy. Zapewniać ma to według organizatorów dobór programu, wysoki poziom artystów i przystępne ceny biletów. Pomysł na realizację festiwalu w tej formie przyszedł Renému Martinowi po obejrzeniu przez niego ze swoimi dziećmi koncertu U2 na stadionie: Zobaczyłem tam 35 tys. młodych ludzi i pomyślałem, dlaczego ci ludzie nie mieliby przyjść posłuchać muzyki klasycznej? Z tej konstatacji narodziła się decyzja utworzenia nowego projektu, nowej koncepcji, która pozyska tę właśnie nową publiczność. Tak więc idea festiwalu ma coś z koncertu rockowego – uznanie zabawy, przyjemności i wspólnego przeżywania.

## Kalendarz edycji
Źródła:
| Edycja | Daty                              | Podtytuł                      | Podtytuł oryginalny (francuski)                                | Liczba koncertów |
| ------ | --------------------------------- | ----------------------------- | -------------------------------------------------------------- | ---------------- |
| 1.     | 11–13 czerwca 2010                | Chopin Open                   | Frédéric Chopin                                                | 120              |
| 2.     | 29 września – 2 października 2011 | Les Titans                    | Les Titans: De Brahms à Strauss                                | 85               |
| 3.     | 28–30 września 2012               | Rosja                         | Le sacre russe                                                 | 60               |
| 4.     | 27–29 września 2013               | Muzyka francuska i hiszpańska | L'heure exquise                                                | 60               |
| 5.     | 26–28 września 2014               | Ameryka                       | Des canyons aux étoiles: La musique américaine du 20ème siècle | 55               |
| 6.     | 25–27 września 2015               | Pasje serca i duszy           | Passions de l'âme et du cœur                                   | 60               |
| 7.     | 23–25 września 2016               | Natura                        | La Nature                                                      | 58               |
| 8.     | 29 września – 1 października 2017 | La Danse                      | Le rhythme des peuples                                         | 57               |
| 9.     | 28–30 września 2018               | W stronę Nowego Świata        | Un Monde nouveau                                               | 55               |
| 10.    | 26–29 września 2019               | Kartki z podróży              | Carnets de voyage                                              | 61               |
|        |                                   |                               |                                                                |                  |
| 11.    | 23–26 września 2021               | Beethoven                     | Beethoven                                                      | 32               |
| 12.    | 23–25 września 2022               | Ballady i romanse             | Schubert, le voyageur                                          | 35               |
| 13.    | 22–24 września 2023               | Oda do nocy                   | Ode à la nuit                                                  | 52               |
| 14.    | 27–29 września 2024               | Źródła                        | Origines                                                       | 56               |
| SUMA:  | SUMA:                             | SUMA:                         | SUMA:                                                          | 846              |